# Salon d'Hercule

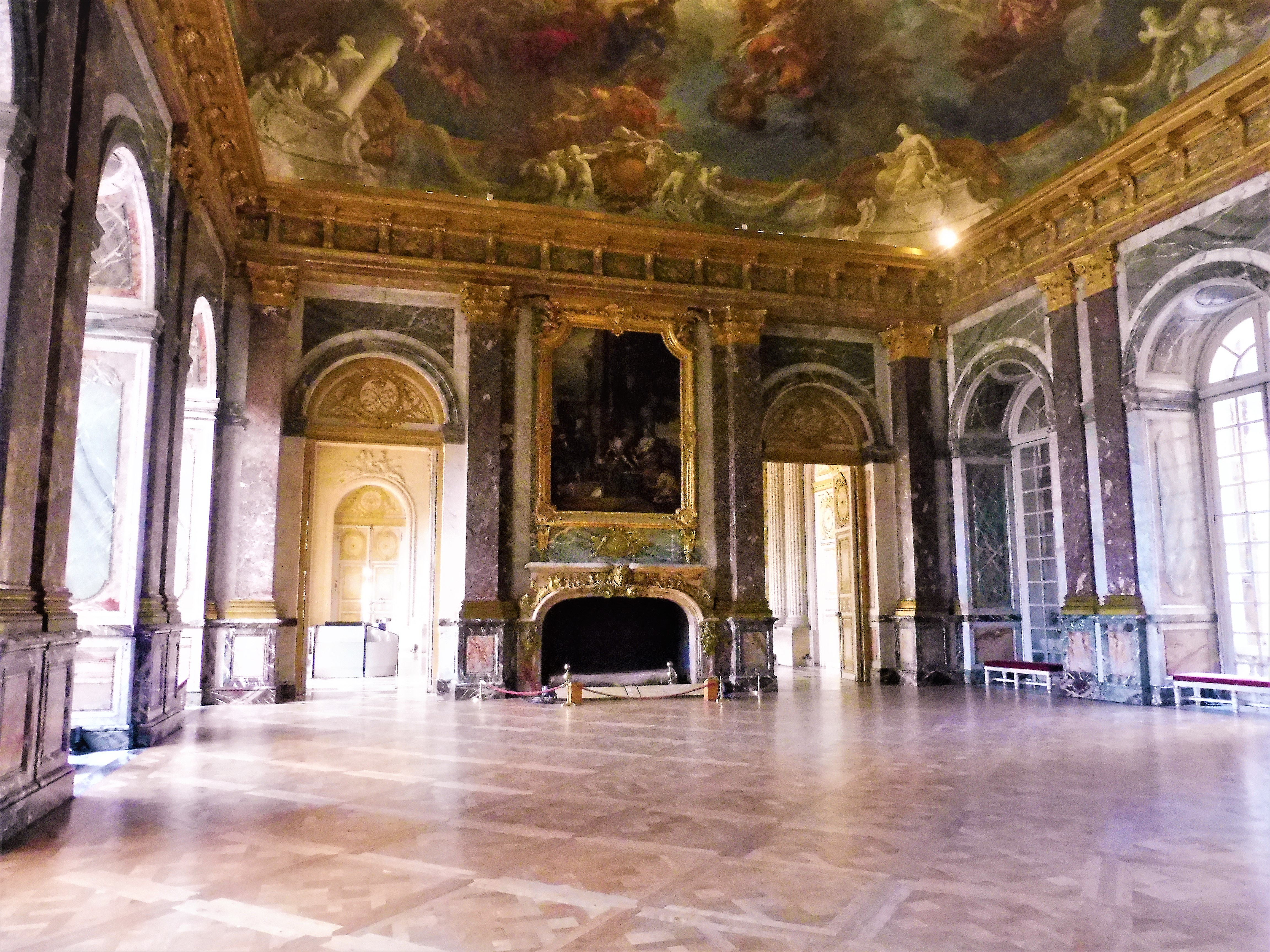
Le salon d'Hercule.

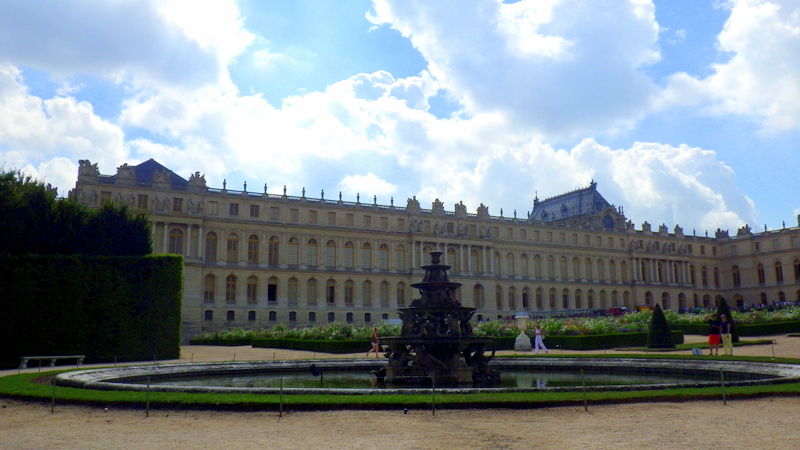
Vue de l'aile du Nord du château.
Les trois dernières fenêtres du 1er étage à la gauche de l'angle du bâtiment sont celles du salon d'Hercule. La première fenêtre à la droite de l'angle, sur l'avancée du corps central, est celle du salon de l'Abondance.

Le salon d'Hercule est un salon donnant accès au grand appartement du roi dans le château de Versailles.
Lieu de passage de l'aile du Nord au corps central, ce salon ne fait pas à proprement parler partie des grands appartements, bien qu'il lui soit souvent associé. Salon le plus vaste du château, il est exposé à l’est et à l’ouest. Il communique avec le salon de l'Abondance.

## Histoire
Le salon d'Hercule occupe la partie haute d'une ancienne chapelle utilisée de 1682 à 1710.
En 1710, on posa un plancher pour créer le salon. Robert de Cotte fut chargé de la décoration, qu’il commença en 1712. On interrompit les travaux à la mort de Louis XIV en 1715 et ils ne furent repris qu'en 1725.
Ce salon servit aux grandes réceptions, notamment :
- le grand bal paré de 1739 ;
- des soupers au Grand Couvert ;
- la réception des ambassadeurs du sultan Tippo-Sahib en 1788 ;
- la présentation par ordre des 1 200 députés aux États généraux au roi Louis XVI le 2 mai 1789 ;
- la réception d’une députation de l’Assemblée nationale qui venait apporter à Louis XVI un décret proclamant sa fidélité, le 6 octobre 1789.

## Décoration

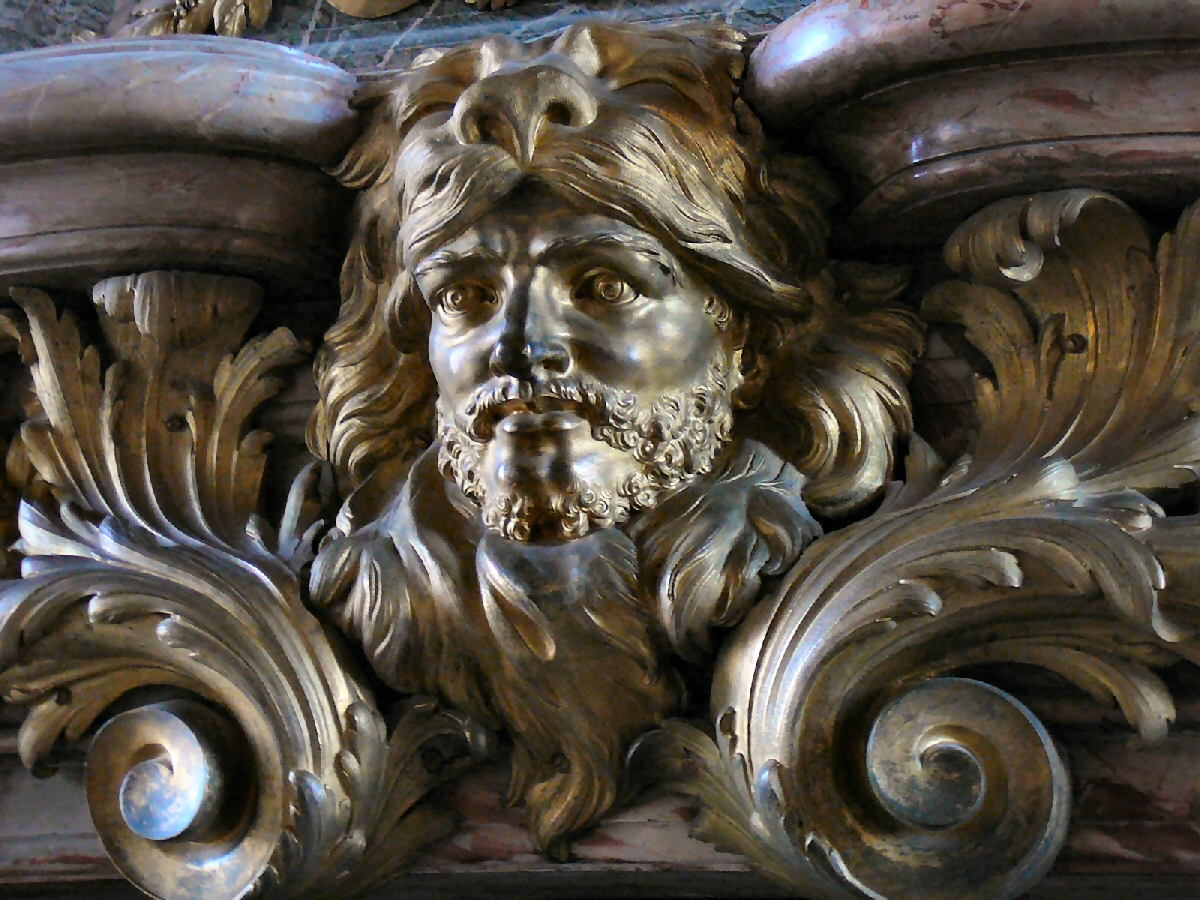
Hercule, détail de la cheminée du salon d'Hercule.

Le salon est richement orné. On peut y voir :
- les murs recouverts de marqueterie de marbres polychrome provenant de plusieurs régions de France, notamment des carrières des Pyrénées ;
- les neuf[2]pilastres faisant le pourtour de la salle et dont les bases et les chapiteaux corinthiens, en bronze doré, soutiennent une corniche ornée de consoles et de trophées ;
- la cheminée en marbre d’Antin ornée de bronzes d’Antoine Vassé dont Hercule appuyé sur sa massue dans un médaillon, et, au-dessous, une tête du héros coiffé de la léonide, la peau du lion de Némée, et encadrée de guirlandes de vigne sortant des cornes d'abondance, ainsi que des têtes de lions aux retombées ;
- au-dessus de la cheminée est accroché un tableau de Véronèse à thème biblique : Rébecca et Éliézer[3]. Cette peinture à l'huile d'une dimension de 2,40 m × 3,66 est datée approximativement entre 1550 et 1580. Son cadre a été réalisé par Jacques Verbeckt ;
- le plafond décoré par François Lemoyne entre 1733 et 1736. Nommé L'Apothéose d'Hercule[4], il représente Junon, Jupiter, Hébé, les Muses, Apollon et Hercule. Cette composition comprend 142 personnages et fut tellement admirée à son inauguration qu’elle valut à son auteur le titre de Premier peintre du Roi. C'est le plus vaste plafond peint sur toile d'Europe. Les toiles qui le composent ont été tissées entre elles puis marouflées sur le plafond du salon ;

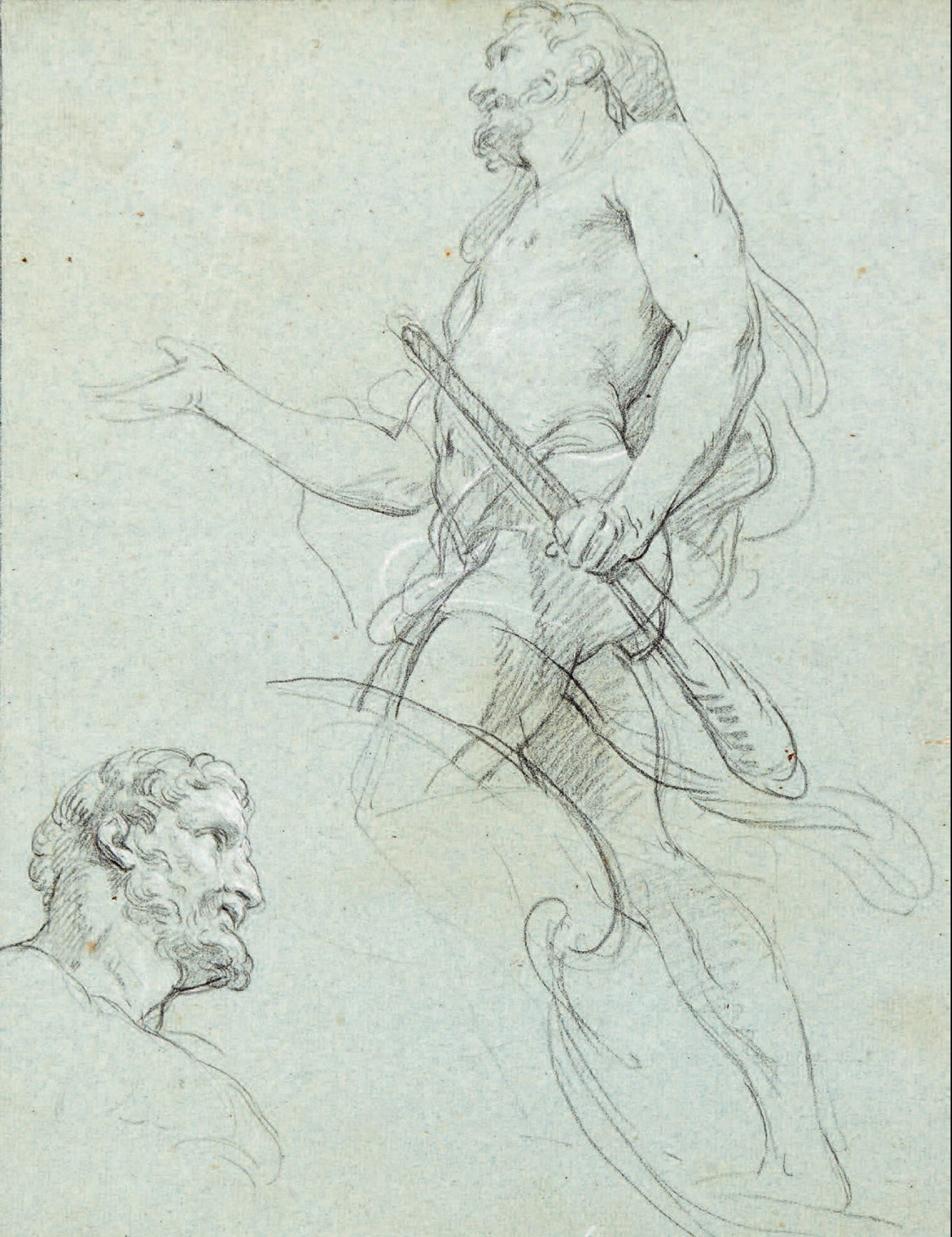
François Lemoyne, Étude pour la figure d’Hercule.

- face à la cheminée se trouve une autre œuvre de Véronèse : Le Repas chez Simon le pharisien[5] (9,74 m × 4,54 m). Cette peinture à l'huile à thème religieux est datée de 1576. L'œuvre, commandée par les pères servites pour leur réfectoire à Venise, fut offerte à Louis XIV par la république de Venise en 1664. Le cadre fut sculpté par Jacques Verbeckt. Cette œuvre a été rapportée au château de Versailles du Louvre où elle avait été envoyée.

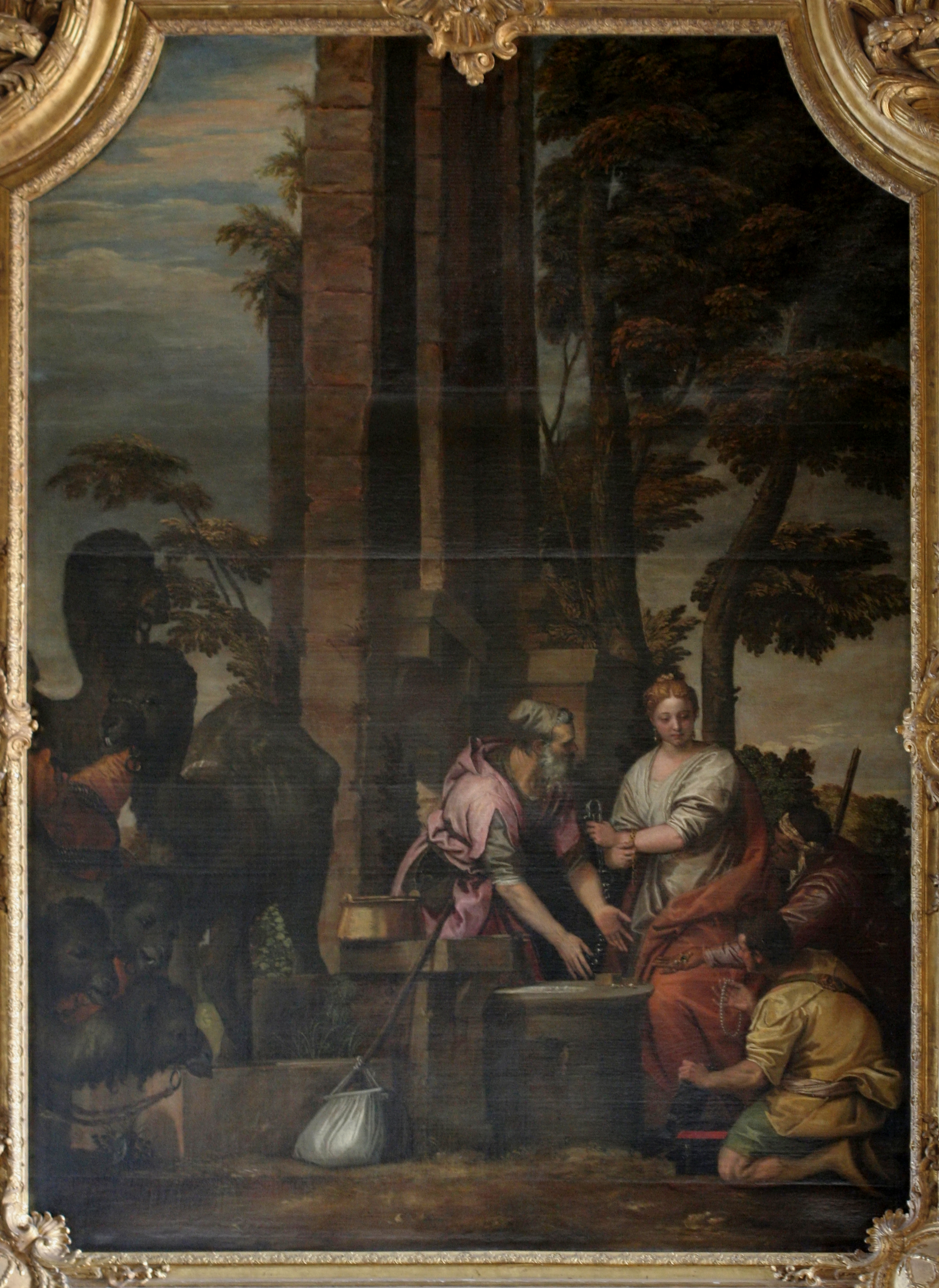
Rebecca et Éliézer[3], de Véronèse, situé au-dessus de la cheminée.
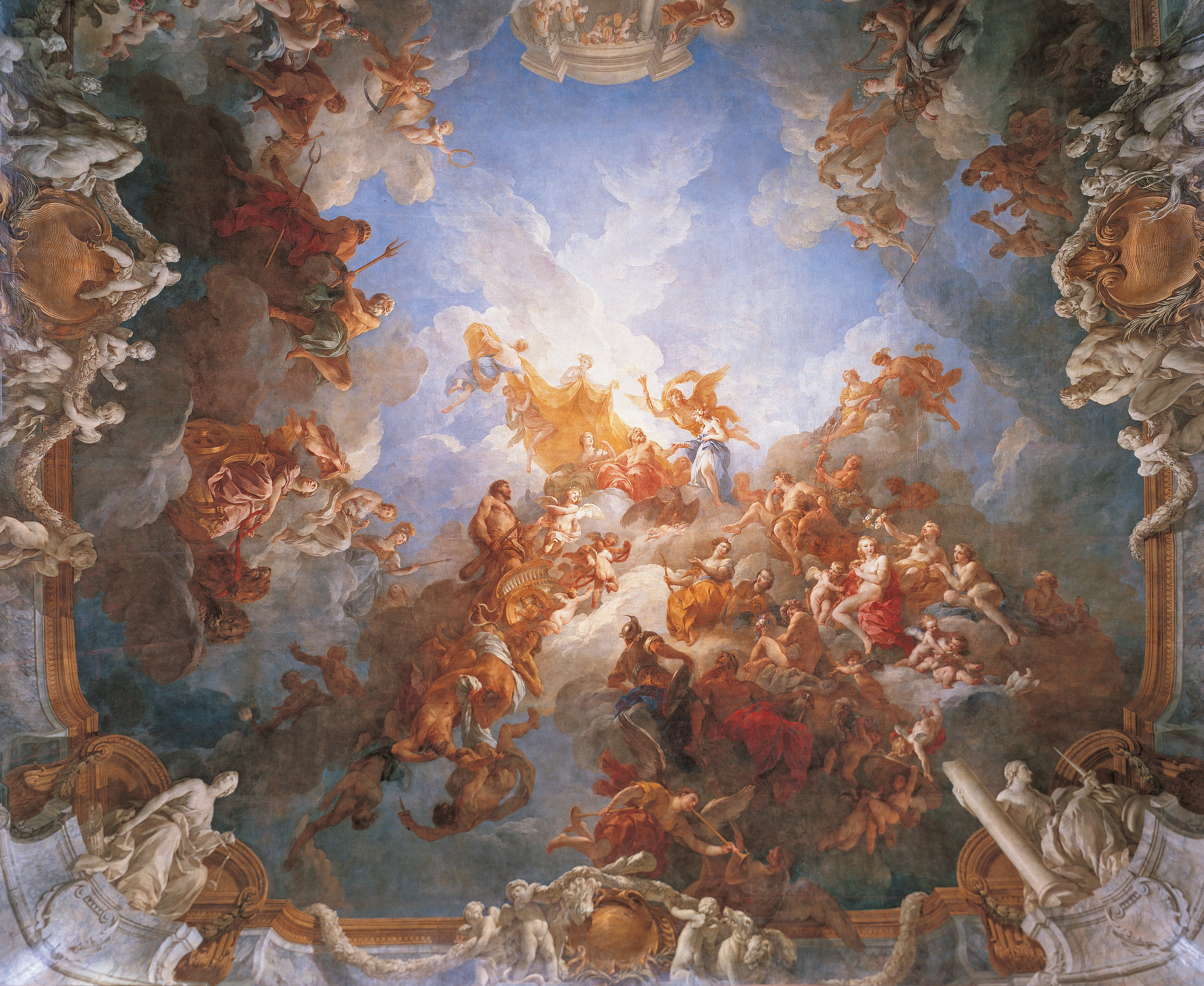
L'Apothéose d'Hercule[4], de François Lemoyne, au plafond.
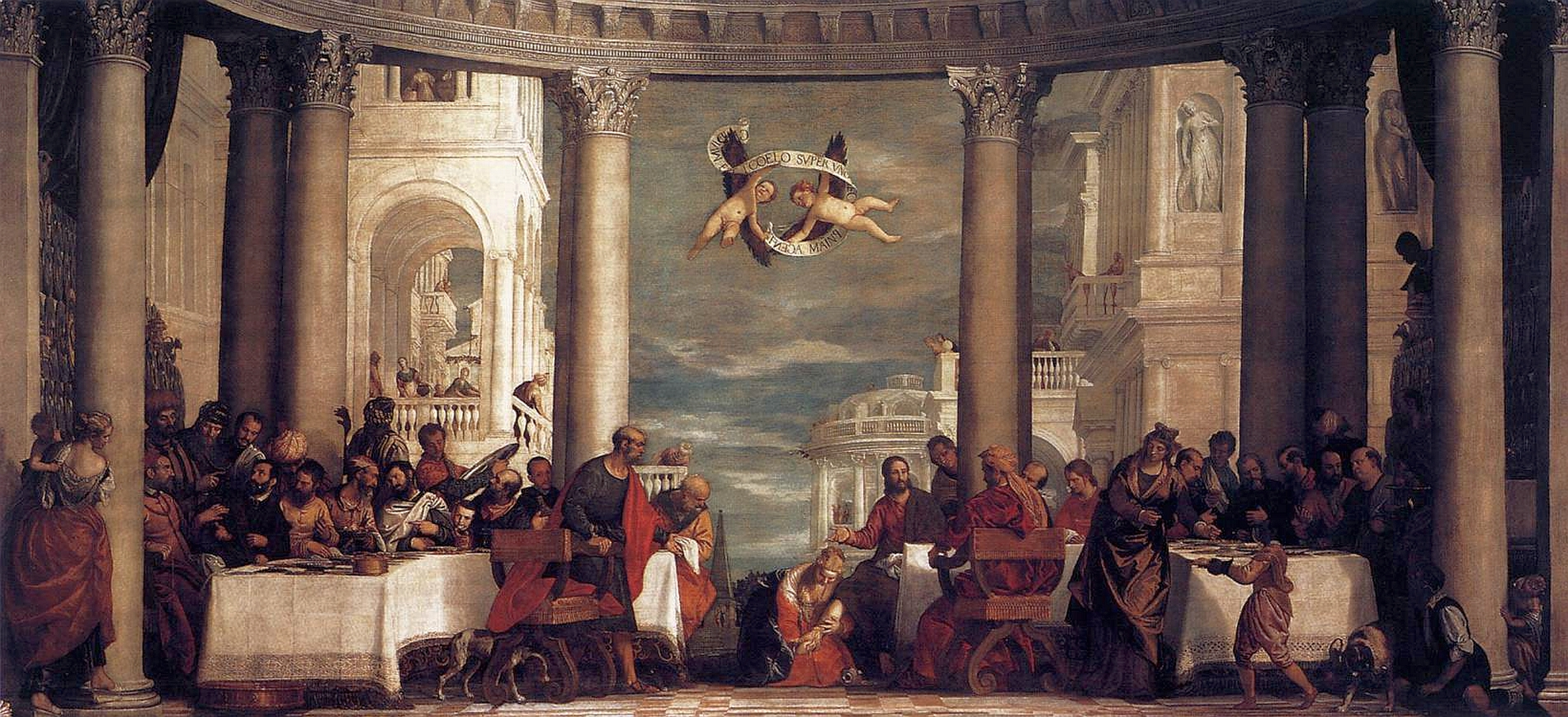
Le Repas chez Simon le pharisien[5], de Véronèse, face à la cheminée.